# Biegacz szykowny
Biegacz szykowny (Carabus nitens) – gatunek dużego chrząszcza z rodziny biegaczowatych. Występuje głównie na terenach centralnej i północnej Europie (w tym Polsce), choć wprowadzono go również do Niemiec i Holandii. Gatunek ten preferuje otwarte tereny, porośnięte trawami i krzewami, choć spotykany jest również w lasach. Rzadko kiedy zauważany jest na terenach podmokłych. Osiąga około 13–18 mm długości, przy czym jest jednym z najmniejszych przedstawicieli rodzaju Carabus. Głowa jest zazwyczaj koloru zielonego (czasami brunatnego), podobnie jak większa część pokryw skrzydeł, zaś przedplecze i krawędzie pokryw są jasnobrązowe, czerwonawe lub pomarańczowe. Kończyny czarne lub ciemnozielone, w zależności od podgatunku. Poluje głównie na owady, pająki, ślimaki lub dżdżownice. W Polsce podlega częściowej ochronie gatunkowej.